# Protium heptaphyllum
Protium heptaphyllum es una especie de planta de flor perteneciente a la familia Burseraceae, nativo de la amazonía y orinoquía sudamericana. Se distribuye en Bolivia, Colombia, Paraguay, Venezuela, Guyana, Guyana Francesa, Surinam, Brasil.

## Descripción
Árbol o arbusto de 2–6 m de altura, copa redondeada; corteza cinerea a marrón, rugosa, con lenticelas. Hojas 2-3-yugadas (raramente 1-4), glabras, de 15-25 cm de largo, y pecíolo engrosado en la base, estriado en longitud y de 3–5 cm; raquis estriado, bisulcado en su cara adaxial; entrenudos de 1–4 cm de largo; folíolos con peciolulos cilíndricos de 2-5 mm de largo; lámina oblonga lanceolada, asimétrica, cartácea, mate o semilustrosa, de 5-12 × 1–4 cm; margen ondulado. Inflorescencia axilar, glomerulada, y eje racemoso sésil; ramitas laterales cimosas; flores 4(-5), rojizas o amarillentas, muy perfumadas, y pedicelo de 1-3 mm, piloso; cáliz cupulado, sépalos agudos, 1 mm; pétalos oblongos, 3–4 mm, glabros; 8 (10)-estambre, gineceo 4(-5)-carpelos, glabro, 2 mm en flor femenina, reducido de 0,5 mm en masculina; ovario globoso 4(-5)-lobulado; estilo de 1 mm y estigma 4(-5)-lobulado. Fruto drupa glabro, rojas, de 15 mm, ovoide-oblicuo.
Florece varios meses, predominando de junio a septiembre y octubre. Y fructifica de septiembre a febrero

## Ecología
Es de sitios elevados con afloramientos rocosos, suelos bien drenados poco profundos. No se halla en el bosque de tierras altas.

## Taxonomía
Protium heptaphyllum fue descrita por (Aubl.) Marchand y publicado en Videnskabelige Meddelelser fra Dansk Naturhistorisk Forening i Kjøbenhavn 5: 54. 1873.
Variedades aceptadas
- Protium heptaphyllum subsp. cordatum (Huber) D.C. Daly
- Protium heptaphyllum subsp. ulei (Swart) Daly

Sinonimia
- Icica heptaphylla Aubl., basónimo 1775
- Protium aromaticum Engl.
- Protium insigne (Triana & Planchon) Engler
- Protium microphyllum Humboldt, Bonplad & Kunth
- Protium tacamahaca March
- Amyris ambrosiaca Vell.
- Amyris brasiliensis Willd. ex Engl.
- Icica ambrosiaca Mart.
- Icica salzmannii Turcz.
- Icica surinamensis Miq.
- Icica tacamahaca Kunth
- Protium angustifolium Swart
- Protium heptaphyllum var. floribundum Swart
- Protium heptaphyllum subsp. heptaphyllum
- Protium heptaphyllum var. multiflorum (Engl.) Swart
- Protium heptaphyllum var. surinamense (Miq.) Swart
- Protium heptaphyllum var. unifoliolatum Swart
- Protium hostmannii var. brasiliense Swart
- Protium multiflorum Engl.
- Protium octandrum Swart
- Tingulonga heptaphylla (Aubl.) Kuntze
- Tingulonga multiflora (Engl.) Kuntze[2]

## Importancia económica y cultural
Es una planta forrajera. Sus frutos tienen una pulpa dulce y refrescante, que se puede consumir fresca. El árbol se puede plantar en plazas y jardines grandes para producir buena sombra o en proyectos de revegetación para su conservación permanente, con el objetivo de alimentar a aves y monos. La resina tiene propiedades medicinales e insecticidas.
En la medicina tradicional la corteza y las hojas son usadas como ansiolíticas, estimulantes, hemostáticas, cicatrizantes y antiinflamatorias. La resina es usada para tratar infecciones cutáneas. La resina de sus hojas libera sustancias químicas de  que se pueden utilizar para crear aceites esenciales.
La madera, de color rojizo, se utiliza en construcciones civiles, pisos, carpintería y ebanistería. Su denso follaje le confiere un carácter ornamental y puede utilizarse tanto en zonas urbanas como rurales.

## Nombre comunes
- bálsamo real, tacamaca.[8]
- Guaraní: aruru, ysy, ysy guasu, yvyra ysy.